# Salmanassar III
Salmanassar III (accadico Šulmānu-ašarēdu, anche Salmānu-ašarēd, lett. "Šulmānu è il dio supremo"; fl. IX secolo a.C.) è stato sovrano dell'Impero neo-assiro dal 859 a.C. al 824 a.C. e figlio del precedente sovrano Assurnasirpal II.
Il suo lungo regno fu caratterizzato da una serie costante di campagne militari contro le tribù orientali, i Babilonesi e diverse altre nazioni dell'alluvio mesopotamico, la Siria, gli Hurriti di Kizzuwatna, il regno di Urartu e diversi staterelli neo-itti (Aram-Damasco, Hama, Karkemiš). I suoi eserciti si spinsero sino al Lago Van e ai Monti del Tauro. Nei suoi annali, precisamente l'anno 850 a.C., gli Arabi e i Caldei compaiono per la prima volta nella storia documentata.

## Biografia
Al principio del suo regno (858 a.C.) Salmanassar mosse guerra al regno di Urartu: riferì d'aver demolito la città di Sugunia e poi (853 a.C.) anche Araškun. Si presume che entrambe le città fossero state capitali del Regno prima di Tushpa.
Mentre l'Assiro era impegnato in Armenia, diversi potentati del Levante si coalizzarono contro di lui: le città-stato neo-ittite erano capeggiate da Hadadezer di Aram-Damasco, promotore della coalizione, e da Irhuleni di Hama suo alleato (nonché primo bersaglio degli attacchi assiri) ma vi figuravano anche Acab d'Israele, Gindibu re degli Arabi, i Fenici, gli Egizi e diversi altri. La coalizione affrontò Salmanassar nella battaglia di Qarqar per fermare l'avanzata assira lungo il Tigri. Non vi sono resoconti dettagliati riguardo alla battaglia: fu uno scontro violento ma breve, dato che Hadadazer ordinò la ritirata per le troppe perdite e Salmanassar reclamò la vittoria gloriandosi di aver inflitto al nemico un pesante tributo di 14.000 morti, catturando moltissimi carri e cavalli e descrivendo il danno inflitto ai suoi avversari in dettagli brutali. La realtà è che lo scontro si concluse con un nulla di fatto ed i contendenti tornarono alle loro posizioni iniziali. Salmanassar avrebbe dovuto combattere gli stessi nemici più volte negli anni seguenti, costringendolo ad organizzare l'occupazione dell'intero Levante e di parte della Penisola araba.
Nel 851 a.C., a seguito di una ribellione in Babilonia, Salmanassar condusse una campagna contro Marduk-bēl-ušate, fratello minore del re, Marduk-zakir-shumi I, che era un alleato di Salmanassar. Nel secondo anno di campagna, Marduk-bēl-ušate fu costretto a ritirarsi e fu ucciso. Una registrazione di questi eventi è riportata sul c.d. "Obelisco nero" eretto dall'Assiro (oggi al British Museum):
(Salmanassar III, Obelisco nero, ll 73-84)
Eliminato il ribelle babilonese (e garantita così la fedeltà di Marduk-zâkir-šumi), Salmanassar sottomise anche Caldei, Sutei e Aramei.
Nel 841 a.C. il re assiro tornò all'attacco di Aram-Damasco, ora guidato dal successore di Hadadazer, Hazael. Hazael si trincerò a Damasco, non ingaggiando gli assiri che lo assediavano e devastavano le sue terre. Jehu d'Israele e i Fenici risolsero d'ingraziarsi Salmanassar e gli versarono tributi (altra scena raffigurata sull'Obelisco nero).
Nel 836 a.C. Salmanassar tornò ad attaccare le città-stato neo-ittite, questa volta focalizzandosi sul regno di Tabal per poi penetrare in Cappadocia. Nel 832 a.C. furono registrate nuove campagne militari contro Urartu e l'anno successivo (831 a.C.), probabilmente per motivi d'età, Salmanassar affidò il comando dell'esercito nelle spedizioni extra-confine al suo turtanu Dayyan-Assur che aveva già guidato le armate assire per conto del re. Tuttavia questo passaggio di consegne indebolì l'autorità di Salmanassar III e sei anni dopo la città di Ninive formò una coalizione con altre città assire guidata dal figlio del re Assur-danin-pal per ribellarsi contro il vecchio re. Le lotte intestine tra le due fazioni durarono per ben due anni ma alla fine la fazione lealista, guidata dell'altro figlio di Salmanassar III, Shamshi-Adad, ebbe la meglio.
Salmanassar morì intorno al 824 a.C. e il trono passò al figlio Shamshi-Adad V.

## Monumenti e loro rilevanza storica

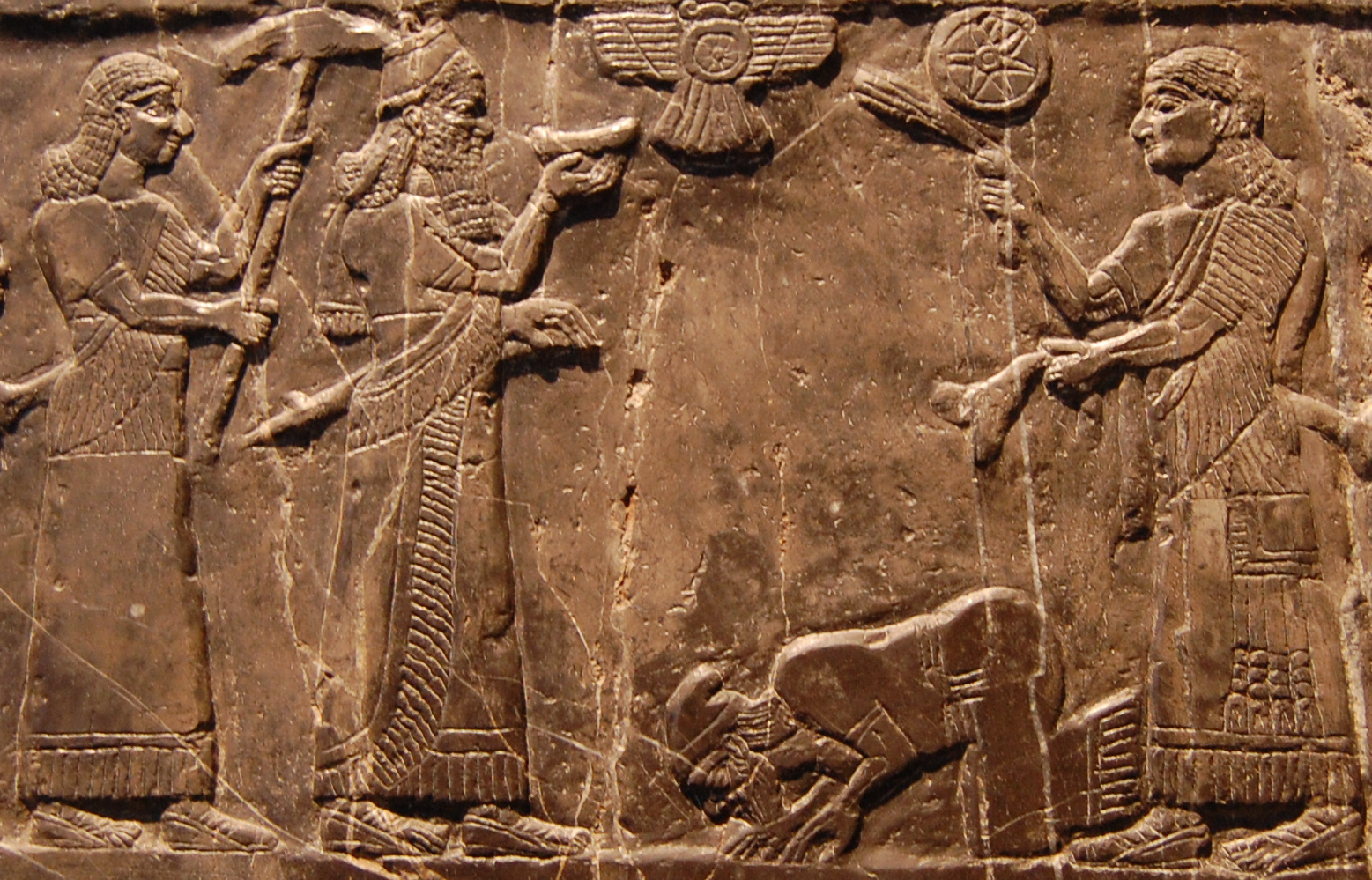
"Jehu s'inginocchia davanti a Salmanassar III" É "l'unica raffigurazione nell'arte del Vicino Oriente antico di un monarca giudeo o israelita".

Salmanassar III fu un prolifico committente di monumenti a lui dedicati.

In primis si fece costruire un nuovo palazzo a Kalhu (la biblica Calah, attuale Nimrud). Commissionò poi numerose opere celebrative delle sue conquiste. Gli archeologi hanno ad oggi ritrovato: i c.d. "cancelli di Balawat" (rinvenuti nel 1876) nel sito che ospita l'antica città assira di Imgur-Enlil; essi sono i resti in legno degli antichi cancelli del palazzo reale la cui armatura composta da 16 bande di bronzo su cui sono narrati episodi di guerra delle sue campagne; il famoso "Obelisco nero" (rinvenuto nel 1846 da Layard), l'obelisco assiro più completo mai scoperto, in calcare nero e decorato da bassorilievi con una lunga iscrizione cuneiforme che registra gli annali di Salmanassar, elencando le campagne militari (del re e del turtanu Dayyan-Assur che fu forse l'effettivo committente del manufatto, eretto a pubblico monumento nel 825 a.C. in piena guerra civile tra i principi Assur-danin-pal e Shamshi-Adad) sino al 31º anno di regno; la c.d. "Stele di Kurkh" che celebra per parte di Salmanassar la vittoria nella battaglia di Qarqar con un'iscrizione cuneiforme che registra gli annali del re sino al 6º anno di regno.
I lasciti monumentali di Salmanassar III sono molto importanti sia per la loro rilevanza antropologica (vi figura le prime rappresentazioni degli arabi a cavallo di cammelli) sia l'esegesi storica della Bibbia perché due dei suoi monumenti nominano governanti della Bibbia ebraica: l'obelisco nero menziona re Ieu figlio di Omri (sebbene Ieu sia stato identificato erroneamente come figlio di Omri) mentre la stele di Kurkh menziona la partecipazione di re Acab alla battaglia di Qarqar. Lo storico Gmirkin ha sostenuto che la mitologia costruita attorno alla figura di re Salomone è forse stata tratta dai resoconti di Salmanassar III.
Le informazioni relative a Ieu sono poi importanti perché confermano che recise le alleanze di Israele con la Fenicia e con Giuda assoggettandosi all'Assiria. L'obelisco nero raffigura il tributo versato da Ieu a Salmanassar nel 841 a.C. che così lo descrisse:

### Fonti
- Cronache babilonesi - ed. standard in (EN) Grayson AK, Assyrian and Babylonian Chronicles, 1975, ISBN 978-1-57506-049-1.
- Obelisco nero (BM WAA 118885) - ed. standard in Luckenbill, pp. 200-211
- Stele di Kurkh

### Studi
- (EN) Cohen A e Kangas SE, Assyrian Reliefs from the Palace of Ashurnasirpal II: A Cultural Biography, UPNE, 2010, ISBN 978-1-58465-817-7.
- (EN) Frahm E, A Companion to Assyria, John Wiley & Sons, 2017, ISBN 978-1-4443-3593-4.
- (EN) Healy M, The Ancient Assyrians, Londra, Osprey Publishing, 1991, ISBN 1-85532-163-7, OCLC 26351868. URL consultato il 19 novembre 2020 (archiviato dall'url originale il 30 maggio 2013).
- (EN) Luckenbill DD, Ancient Records of Assyria and Babylonia, vol. 1, University of Chicago Press, 1927.
- (EN) Roux G, Ancient Iraq, Londra, Penguin book, 1992, ISBN 978-0-14-012523-8.